# Noddi gris
Anous albivitta
Espèce
Statut de conservation UICN

 LC  : Préoccupation mineure
Le Noddi gris (Anous albivitta) est une espèce d'oiseaux de la famille des Laridae.

## Description

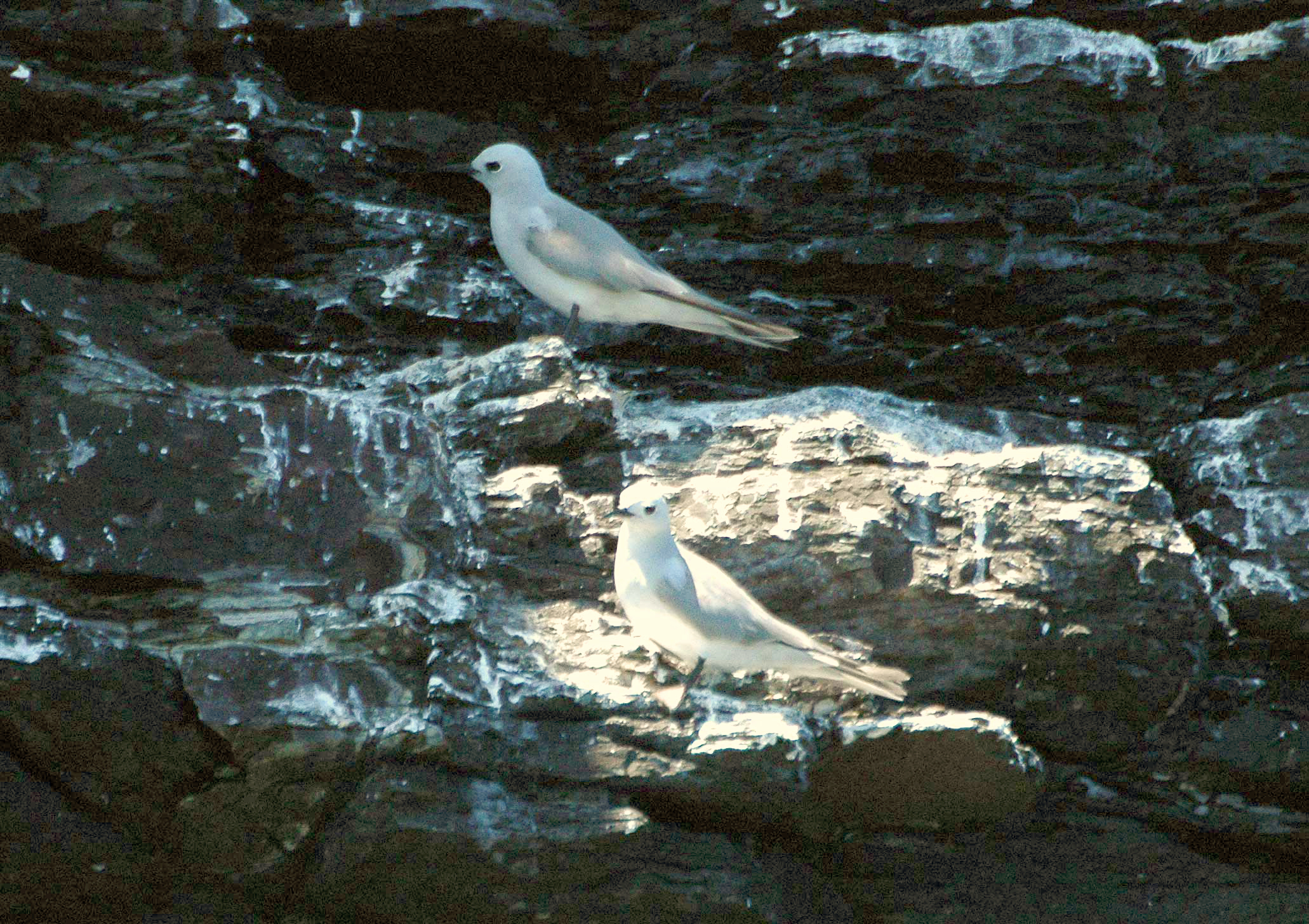
Au nord de la Nouvelle-Zélande

Cet oiseau mesure 28 à 31 cm pour une envergure de 46 à 60 cm. Il s'agit donc d'un noddi de petite taille aux pattes relativement longues.
Son dos est gris, ses ailes et sa queue gris sombre, sa tête et ses parties inférieures gris pâle à blanchâtre.

## Taxinomie
D'après la classification de référence (version 14.1, 2024) de l'Union internationale des ornithologues, le Noddi gris possède 3 sous-espèces (ordre philogénique) :
- Anous albivitta albivitta (Bonaparte, 1856) — sud-ouest pacifique ;
- Anous albivitta skottsbergii (Lönnberg, 1921) — îles Henderson, Pâques et Salas y Gómez ;
- Anous albivitta imitatrix (Mathews, 1912) — îles Desventuradas.